# Lijst voor Edegem
Lijst voor Edegem (LVE) is een Belgische lokale politieke partij in Edegem.

## Geschiedenis
De partij werd in november 2023 boven de doopvond gehouden als open kieslijst door de lokale afdeling van Groen. Lijsttrekker was Sien Pillot. De partij overtuigde bij de gemeenteraadsverkiezingen van 2024 23,8% van de kiezers, goed voor 7 zetels in de gemeenteraad. Verkozenen waren Sien Pillot, Jeroen Van Laer, Didier Neyrinck, Goedele Van der Spiegel, Hayat Bentouhami, Vera Hans en Johan Nagels. Na de verkiezingen belandde de partij in de oppositie.